# Mauzoleum Georgije Dimitrova
Mauzoleum Georgije Dimitrova (bulharsky: Мавзолей на Георги Димитров) byla hrobka na náměstí knížete Alexandra Battenberského v bulharské Sofii. Byla postavena v roce 1949 pro uložení těla Georgi Dimitrova, prvního vůdce komunistického Bulharska. V roce 1950 byl do druhého výklenku východní stěny mauzolea pohřben druhý komunistický vůdce Bulharska Vasil Kolarov. V roce 1999 byla budova po bouřlivé veřejné debatě zničena vládou Ivana Kostova ze SDS.

## Historie

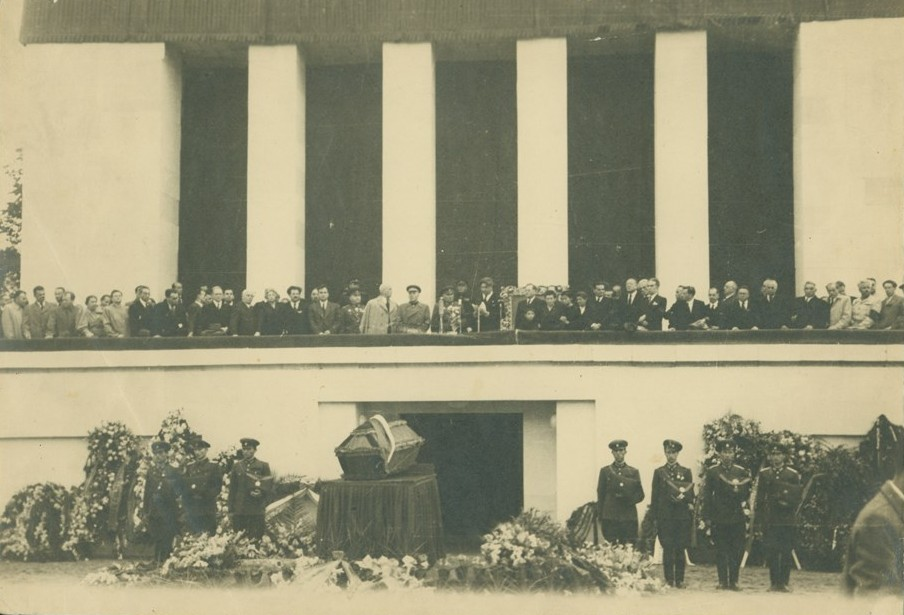
Nově postavené mauzoleum s Dimitrovovou rakví vpředu. Valko Červenkov hovoří na tribuně.

### Výstavba
Bílé mramorové mauzoleum bylo postaveno v roce 1949 pro uložení nabalzamovaného těla prvního vůdce komunistického Bulharska Georgije Dimitrova (1882–1949); stavba začala ihned po zprávě o jeho smrti. Byl dokončen za pouhých šest dní, což je doba, za kterou se Dimitrovovo tělo vrátilo ze SSSR do Sofie.  Dimitrovovo tělo zůstalo v mauzoleu až do srpna 1990, kdy byly Dimitrovovy ostatky zpopelněny a popel pohřben na Ústředním sofijském hřbitově.

### Pokus o bombový útok
V roce 1956 připravilo 14 antikomunistů během prvomájové demonstrace bombový útok na mauzoleum. Časované bomby měly vybuchnout poté, co na pódium vystoupilo vedení Bulharské komunistické strany a země. Cílem činu, který naplánoval Stojan Zarev, bylo upoutat pozornost světových médií na Bulharsko. Kromě mauzolea plánoval Zarev vyhodit do povětří také pět důležitých ministerstev. Skupina se při realizaci plánu setkala s potížemi a značně se zdržela, až byla v únoru 1960 odhalena a zatčena KDS.

### Existence
Mauzoleum bylo předmětem policejní ochrany nejvyššího významu. Mauzoleum bylo centrem státních ceremonií v Bulharské lidové republice, místem, kde zahraniční delegace kladou věnce při návštěvě země a vedení státu z jeho tribuny přijímá demonstrace a průvody o oficiálních svátcích. V dnes již zničeném mauzoleu dříve vykonávala veřejnou službu jednotka Národní gardy bulharských pozemních sil, a to v rituálu podobném dnešnímu střídání stráží u prezidentského úřadu. Stráž u mauzolea byla součástí Postu č. 1, který byl nasazován v neděli, ve středu a při slavnostních příležitostech. Vojáci byli vybíráni z Bulharské lidové armády a také z vnitřních jednotek ministerstva vnitra. Během služby neměli v puškách žádné náboje, protože v oblasti vždy sloužila policie.
V letech 1974 až 1975 proběhla rozsáhlá rekonstrukce mauzolea. Byly rozšířeny prostory pod smuteční síní a vyměněna vzduchotechnika, instalovány plasticky řešené monumentální dveře, křišťálový sarkofág a mozaiky od Dečka Uzunova.

### Demolice
Samotné mauzoleum bylo po bouřlivé celonárodní debatě v roce 1999 zničeno vládou SDS premiéra Ivana Kostova. Premiér a jeho strana tvrdili, že po pádu komunismu v roce 1989 je zachování mauzolea nevhodné, protože reprezentuje represivní minulost Bulharska. Dokonce i ve vládě se objevil nesouhlas s demolicí budovy a průzkum veřejného mínění ukázal, že dvě třetiny obyvatelstva jsou proti demolici. Padaly návrhy na přeměnu mauzolea na muzeum nebo uměleckou galerii, protože přispívalo k jedinečné atmosféře hlavního města.
V srpnu 1999 se vláda čtyřikrát pokusila budovu zbourat. První tři selhaly, protože se spoléhaly na jediný silný výbuch. Po prvních dvou pokusech se budova ani nepohnula a po třetím se jen mírně naklonila. Čtvrtý (a úspěšný) pokus byl proveden pomocí série po sobě jdoucích, méně silných výbuchů.